# Gerlach Petersen
Pour les articles homonymes, voir Petersen.
Gerlach Petersen est un écrivain ascétique, né en 1378 à Deventer (Hollande) et mort en 1411.

## Biographie
Il entre dans les chanoines réguliers de Windesheim et compose des entretiens spirituels, qui, proche de L'Imitation de Jésus-Christ le font surnommer « le second Thomas A-Kempis ».

## Œuvres
- Breviloquium de accidentiis exterioribus, De libertate spiritus', Ignitum cum Deo soliloquium, Cologne, 1616, in-12, trad. en franç., Paris, 1667.